# Nördliche Armee
Die Nördliche Armee (oder Nordarmee) war eine Weiße Armee als bewaffneter Arm der Weißen Bewegung in der nördlichen Region von Russland während des russischen Bürgerkrieges in Sowjetrussland. Unterstützt wurden sie unter direkter Beteiligung der Triple Entente, v. a. durch britische Truppen und französischen Fremdenlegionären. Dennoch endete die Gegenoffensive der Roten Armee im Dezember 1919 mit der Niederlage der Nördlichen Armee und ihrer teilweisen Kapitulation.

## Entstehung
Am 2. August 1918 führten russische Untergrundorganisationen mit Unterstützung britischer Truppen in Archangelsk einen Putsch durch, in dessen Verlauf die bolschewistische Regierung in der Region gestürzt wurde. Die sozialrevolutionäre Regierung des Volkssozialisten Nikolai Wassiljewitsch Tschaikowski kam an die Macht. Der Organisator des Aufstands, Hauptmann 2. Ranges Georgi Jermolajewitsch Tschaplin, wurde zum Kommandeur aller See- und Landstreitkräfte der Obersten Verwaltung der Nordregion. Generalmajor Wladimir Wladimirowitsch Maruschewski wurde Truppenkommandeur und Generalgouverneur der Nordregion. Bald darauf landete eine 2.000 Mann starke britische Truppe in Archangelsk. Im August begann unter direkter Beteiligung der Triple Entente die Aufstellung von Einheiten der Nördliche Armee. Die Streitkräfte bestanden aus fünf Kompanien, einer Eskadron und einer Artilleriebatterie. Im November 1918 wurde Generalmajor Wladimir Wladimirowitsch Maruschewski Befehlshaber der Truppen und Generalgouverneur der Nordregion.
Gleichzeitig wurden gemischte Einheiten aus russischen Freiwilligen und ausländischen Offizieren gebildet. Insbesondere wurde die Slawisch-Britische Legion gebildet sowie Teile der französischen Fremdenlegion. Da sich nur äußerst wenige Freiwillige in die Armee meldeten, führte die oberste Verwaltung der Nordregion die allgemeine Wehrpflicht ein. Dennoch wuchs die Truppenstärke eher langsam. Zudem war die Disziplin in der Armee brüchig und es bestand eine ständige Gefahr von Aufständen, Meutereien. Desertionen waren weit verbreitet. Dies wurde sowohl durch den erzwungenen Charakter der Mobilisierung als auch durch die Aufnahme kriegsgefangener Soldaten der Roten Armee in die Armee vorangetrieben. In den ersten Monaten bestanden die Truppen der Nordregion aus freiwilligen Offizieren, einem Infanterieregiment, zwei Artilleriedivisionen und Bauernabteilungen. Die Gesamtzahl der Truppen erreichte 3.000 Mann.
Im Januar 1919 wurde Generalleutnant Jewgeni Karlowitsch Miller Generalgouverneur der nördlichen Region. Zu dieser Zeit zählte die Nordarmee etwa 9.500 Mann. Die Gesamtzahl der Entente-Truppen betrug Ende 1918 16.000 Mann. Im Sommer 1919 zählte die Nordarmee 25.000 Mann, wobei 14.000 gefangene Soldaten der Roten Armee waren. Zur Ausbildung von Offizieren wurden britische und russische Militärschulen eröffnet. Trotzdem zeichnete sich die Armee durch eine äußerst geringe Offizierszahl aus (600 Offiziere auf 25.000 Mann). Am 21. März schlossen sich Einheiten der Nordarmee in Petschora mit Koltschaks Truppen zusammen. Weiterhin begann man in Archangelsk mit der Aufstellung von Einheiten der Nationalmiliz der Nordregion. Im August 1919 bestanden die Infanterieeinheiten der Nordarmee aus sechs Schützenbrigaden. Ab Mitte August 1919 änderte sich die Lage an der Nordfront dramatisch. Unter dem Druck der öffentlichen Meinung in ihren Ländern waren die Alliierten gezwungen, ihre Truppen aus dem Norden Russlands abzuziehen. Trotzdem wurde die Stärkung der Armee fortgesetzt. Im September 1919 wurde aus gefangenen Soldaten der Roten Armee unter dem Kommando von Hauptmann N. P. Orlow die spezielle Freiwilligenabteilung von Wytschegda gebildet, die in den Kämpfen mit den Bolschewiken in der Region eine bedeutende Rolle spielte.

## Einsatz
Im September 1919 startete die Nördliche Armee eine Offensive an der Nordfront, in deren Verlauf Gebiete in der Region Komi besetzt wurden. Im Februar 1920 zählten die Truppen der Nordregion 1.492 Offiziere, 39.822 Kombattanten und 13.456 Nichtkombattanten. Insgesamt waren das 54.700 Mann, mit 161 Gewehren und 1.600 Maschinengewehren. Die Nationalmiliz bestand aus etwa 10.000 Personen. Trotzdem endete die Gegenoffensive der Roten Armee im Dezember 1919 mit der Niederlage der Nördlichen Armee und ihrer teilweisen Kapitulation. Generalleutnant Miller emigrierte im Februar 1920 zusammen mit 800 Militärangehörigen und anderen Flüchtlingen aus Sowjetrussland.

## Gliederung
Die Nördliche Armee gliederte sich in folgende Truppenteile:
- 1. – 15. nördliche Schützenregiment
- Archangelsk Reserve-Schützenregiment
- Archangelsk Lokalbrigade
- Nationale Miliz
- 1. Automobilabteilung
- Nördliche Dragonerdivision
- Schenkursk Partisanenbataillon
- Luftfahrtabteilung Murmansk
- 1. – 4. Artilleriedivision
- separate Batterien (Grabenmörser, schwere und leichte Feldbatterien)
- 1. – 3. Ingenieurbüro
- separates Arbeitsbataillon
- 1. – 2. Eisenbahngesellschaft
- Artillerieschule der nördlichen Region
- Maschinengewehrschule Archangelsk
- Telefonschule des Fernmeldedienstes der Truppen der Nordregion

## Personen
- Kommandeur aller See- und Landstreitkräfte der Obersten Verwaltung der Nordregion
  - Hauptmann 2. Ranges Georgi Jermolajewitsch Tschaplin

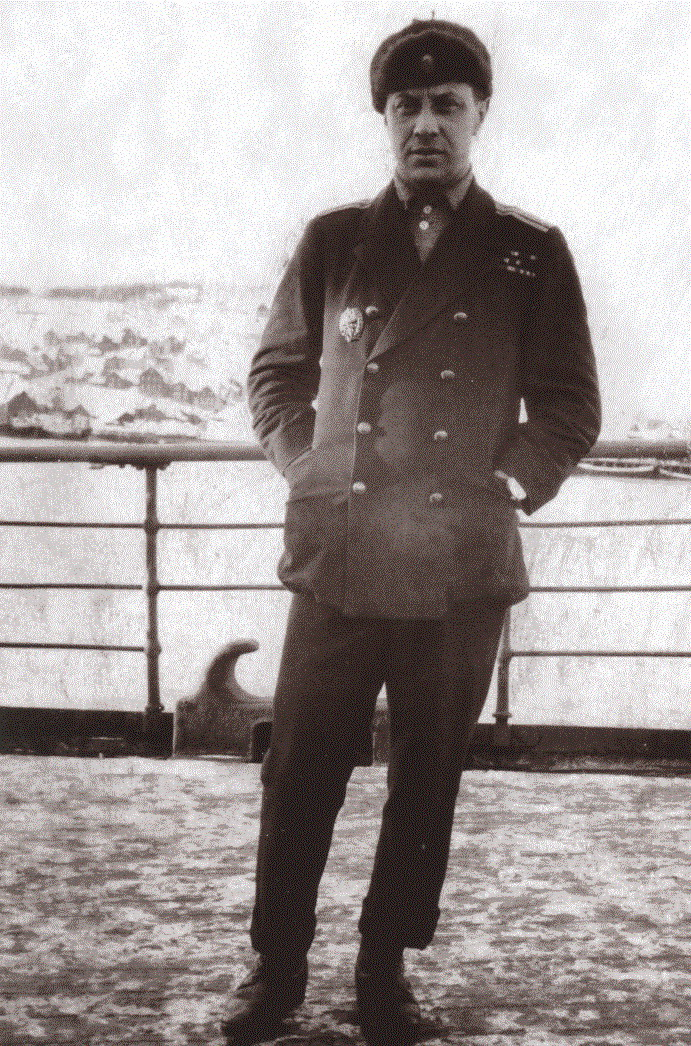
Georgi Jermolajewitsch Tschaplin

- Truppenkommandeur und Generalgouverneur der Nordregion
  - Generalmajor Wladimir Wladimirowitsch Maruschewski
  - Generalleutnant Jewgeni Karlowitsch Miller

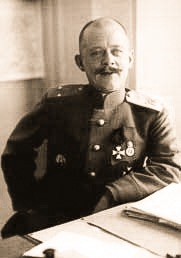
Wladimir Wladimirowitsch Maruschewski
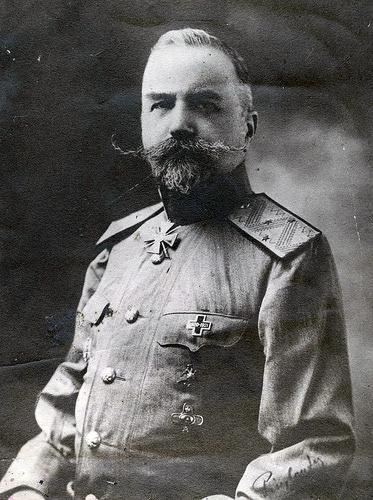
Jewgeni Karlowitsch Miller